# 丹陽日報
《丹陽日報》是中華人民共和國江蘇省鎮江市丹陽市的一份報紙，1956年由中共丹陽縣委創辦。最初名為丹陽報。1961年報紙停刊。1989年，丹陽報恢復並更名為丹陽市報。後丹陽市報又先後更名為丹陽報和丹陽日報。
1999年2月1日，丹阳日报电子版成立。2003年7月15日，中共中央办公厅及国务院办公厅发布关于报刊治理整顿的决定，决定停办大批县市报，但丹阳日报得到保留，并被镇江日报报业集团有偿兼并，2006年10月18日，丹阳日报电子版擴展為丹阳新闻网。